# Stor-Blästtjärnen
Stor-Blästtjärnen är en sjö i Älvdalens kommun i Dalarna och ingår i Dalälvens huvudavrinningsområde. Sjön har en area på 0,105 kvadratkilometer och ligger 392 meter över havet.

## Delavrinningsområde
Stor-Blästtjärnen ingår i det delavrinningsområde (679132-137493) som SMHI kallar för Ovan Lervällan. Medelhöjden är 421 meter över havet och ytan är 7,57 kvadratkilometer. Räknas de 16 avrinningsområdena uppströms in blir den ackumulerade arean 183,42 kvadratkilometer. Vanån som avvattnar avrinningsområdet har biflödesordning 3, vilket innebär att vattnet flödar genom totalt 3 vattendrag innan det når havet efter 422 kilometer. Avrinningsområdet består mestadels av skog (64 procent) och sankmarker (28 procent). Avrinningsområdet har 0,11 kvadratkilometer vattenytor vilket ger det en sjöprocent på 1,4 procent.